# Luis Holmaza
Luis María Holmanza Odelín (12 settembre 1949) è un ex calciatore cubano, di ruolo centrocampista.

## Carriera
Con la Nazionale cubana ha partecipato alle Olimpiadi del 1976.